# Kilis (Provinz)
Kilis ist eine türkische Provinz im Südosten Kleinasiens. Ihre Hauptstadt ist das gleichnamige Kilis. Mit der Verordnung Nr. 550 wurde sie 1995 als eine eigenständige Provinz gebildet. Im Süden grenzt die Provinz Kilis an Syrien. Die übrigen Grenze besteht zur Provinz Gaziantep, aus der sie abgespalten wurde. Kilis gehört zum türkischen Teil des Kurd Dagh. Vor dem Ersten Weltkrieg war Kilis wirtschaftlich und kulturell mit den heute syrischen Städten Afrin und Aleppo verbunden.
Kilis ist eine von neun Provinzen der statistischen Region Südostanatolien (TRC, türk. Güneydogu Anadolu Bölgesi). Bei Fläche (1,86 % der Region) und Einwohnerzahl (1,57 %) nimmt sie den letzten Platz ein, im Ranking der Bevölkerungsdichte erreicht sie Platz 5 (120 Einw. je km² in der Region).

## Verwaltungsgliederung
Die Provinz gliedert sich in vier Landkreise (Bezirke, İlçe), die nach ihren Hauptorten benannt sind:
| Kreis- code 1    | Landkreis        | Fläche 2 (km²) | Bevölkerung (2020) 3 | Bevölkerung (2020) 3       | Anzahl der Einheiten   | Anzahl der Einheiten  | Anzahl der Einheiten | Dichte (Ew./km²) | städt. Anteil (in %) | Sex Ratio 4 | Grün- dungs- datum 5, 6 |
| Kreis- code 1    | Landkreis        | Fläche 2 (km²) | Landkreis (İlçe)     | Verwal- tungssitz (Merkez) | Gemein- den (Belediye) | Stadt- viertel (Mah.) | Dörfer (Köy)         | Dichte (Ew./km²) | städt. Anteil (in %) | Sex Ratio 4 | Grün- dungs- datum 5, 6 |
| ---------------- | ---------------- | -------------- | -------------------- | -------------------------- | ---------------------- | --------------------- | -------------------- | ---------------- | -------------------- | ----------- | ----------------------- |
| 2023             | Elbeyli          | 238            | 5.841                | 2.034                      | 1                      | 4                     | 23                   | 24,5             | 34,82                | 961         | 1995                    |
| 1476             | Kilis Merkez     | 610            | 118.725              | 105.218                    | 1                      | 75                    | 52                   | 194,6            | 88,62                | 965         | 1995                    |
| 2024             | Musabeyli        | 346            | 13.123               | 1.190                      | 1                      | 3                     | 46                   | 37,9             | 9,07                 | 977         | 1995                    |
| 2025             | Polateli         | 218            | 5.103                | 1.124                      | 1                      | 6                     | 16                   | 23,4             | 22,03                | 970         | 1995                    |
| 79 PROVINZ Kilis | 79 PROVINZ Kilis | 1412           | 142.792              |                            | 4                      | 88                    | 137                  | 101,1            | 76,73                | 966         | 1995                    |

## Bevölkerung
Die Bevölkerung besteht hauptsächlich aus Türken und Kurden.

Zum Zensus 2011 betrug das Durchschnittsalter in der Provinz 24,9 Jahre (Landesdurchschnitt: 29,6), wobei die weibliche Bevölkerung durchschnittlich 1,6 Jahre älter als die männliche war (25,8:24,2).

### Ergebnisse der Bevölkerungsfortschreibung
Nachfolgende Tabelle zeigt die jährliche Bevölkerungsentwicklung am Jahresende nach der Fortschreibung durch das 2007 eingeführte adressierbare Einwohnerregister (ADNKS). Außerdem sind die Bevölkerungswachstumsrate und das Geschlechterverhältnis (Sex Ratio d. h. Anzahl der Frauen pro 1000 Männer) aufgeführt.

Der Zensus von 2011 ermittelte 124.276 Einwohner, das sind fast 10.000 Einwohner mehr als beim Zensus 2000.

| Jahr  | Bevölkerung am Jahresende | Bevölkerung am Jahresende | Bevölkerung am Jahresende | Wachstums- rate der Be- völkerung (in %) | Geschlechter verhältnis (Frauen auf 1000 Männer) | Rang (unter den 81 Provinzen) |
| Jahr  | gesamt                    | männlich                  | weiblich                  | Wachstums- rate der Be- völkerung (in %) | Geschlechter verhältnis (Frauen auf 1000 Männer) | Rang (unter den 81 Provinzen) |
| ----- | ------------------------- | ------------------------- | ------------------------- | ---------------------------------------- | ------------------------------------------------ | ----------------------------- |
| 2020  | 142.792                   | 72.652                    | 70.140                    | 0,21                                     | 965                                              | 77                            |
| 2019  | 142.490                   | 72.520                    | 69.970                    | -0,04                                    | 965                                              | 78                            |
| 2018  | 142.541                   | 72.841                    | 69.700                    | 4,56                                     | 957                                              | 78                            |
| 2017  | 136.319                   | 69.352                    | 66.967                    | 4,20                                     | 966                                              | 78                            |
| 2016  | 130.825                   | 65.824                    | 65.001                    | 0,13                                     | 987                                              | 78                            |
| 2015  | 130.655                   | 65.407                    | 65.248                    | 1,46                                     | 998                                              | 78                            |
| 2014  | 128.781                   | 64.642                    | 64.139                    | 0,15                                     | 992                                              | 78                            |
| 2013  | 128.586                   | 64.346                    | 64.240                    | 3,43                                     | 998                                              | 78                            |
| 2012  | 124.320                   | 62.293                    | 62.027                    | −0,11                                    | 996                                              | 78                            |
| 2011  | 124.452                   | 62.107                    | 62.345                    | 1,07                                     | 1004                                             | 78                            |
| 2010  | 123.135                   | 60.846                    | 62.289                    | 0,84                                     | 1024                                             | 78                            |
| 2009  | 122.104                   | 60.538                    | 61.566                    | 0,92                                     | 1017                                             | 78                            |
| 2008  | 120.991                   | 59.787                    | 61.204                    | 2,14                                     | 1024                                             | 78                            |
| 2007  | 118.457                   | 58.489                    | 59.968                    | —                                        | 1025                                             | 78                            |
| 20001 | 114.724                   | 57.081                    | 57.643                    |                                          | 1010                                             | 79                            |

1 Census 2000

### Bevölkerungszahlen der Landkreise
Die Werte von 2000 basieren auf der Volkszählung, die restlichen (2007–2020) sind Bevölkerungsangaben am Jahresende, ermittelt durch die Fortschreibung im 2007 eingeführten Einwohnerregister (ADNKS)
| Landkreis     | 2000    | 2007    | 2008    | 2009    | 2010    | 2011    | 2012    | 2013    | 2014    | 2015    | 2016    | 2017    | 2018    | 2019    | 2020    |
| ------------- | ------- | ------- | ------- | ------- | ------- | ------- | ------- | ------- | ------- | ------- | ------- | ------- | ------- | ------- | ------- |
| Elbeyli       | 7.992   | 6.714   | 7.146   | 6.842   | 6.688   | 6.391   | 5.943   | 6.491   | 5.982   | 5.852   | 5.722   | 5.325   | 6.526   | 5.986   | 5.841   |
| Merkez        | 87.387  | 92.094  | 93.719  | 95.034  | 96.374  | 98.383  | 99.056  | 102.889 | 103.531 | 106.293 | 106.582 | 112.553 | 116.034 | 118.033 | 118.725 |
| Musabeyli     | 13.895  | 14.161  | 14.561  | 14.653  | 14.550  | 14.196  | 13.873  | 13.775  | 13.962  | 13.359  | 13.308  | 13.251  | 14.620  | 13.334  | 13.123  |
| Polateli      | 5.450   | 5.488   | 5.565   | 5.575   | 5.523   | 5.482   | 5.448   | 5.431   | 5.306   | 5.151   | 5.213   | 5.190   | 5.361   | 5.137   | 5.103   |
| Summe Provinz | 114.724 | 118.457 | 120.991 | 122.104 | 123.135 | 124.452 | 124.320 | 128.586 | 128.781 | 130.655 | 130.825 | 136.319 | 142.541 | 142.490 | 142.792 |